# سليمان بن إبراهيم
سليمان بن إبراهيم باعمر ، المولود عام 1870 في بوسعادة، توفي في 18 يوليو 1953 في نفس المدينة، وهو كاتب مقالات جزائري. صديق ورفيق السفر للرسام المستشرق الفرنسي إيتيان دينيه، الذي عمل على ارشاده بعد اعتناقه الإسلام، كتب العديد من المقالات بالتعاون معه حول موضوع الإسلام والجزائر.

## حياته
ولد في عام 1870 لعائلة استقرت في بوسعادة من أصل مزابي. التقى الرسام المستشرق الفرنسي إتيان دينيه في نفس المدينة عام 1889 أو 1893.

## المنشورات
- 1902: ربيع القلوب، أساطير الصحراء
- 1908: لوحات للحياة البدوية
- 1910: خضرة، راقصة أولاد نائل
- 1911: الفيافي والقفار
- 1918: حياة محمد رسول الله
- 1921: الشرق ينظر إليه من الغرب، مقالة نقدية
- 1930: الحج إلى بيت الله المقدس

## الأوسمة
- وسام السعفات الأكاديمية